# Generalkommission der Gewerkschaften Deutschlands
De Generalkommission der Gewerkschaften Deutschlands was een Duitse koepelorganisatie voor vakbonden.

## Historiek
De organisatie werd opgericht in 1890. 
In 1919 werd ze omgevormd tot de Allgemeiner Deutscher Gewerkschaftsbund (ADGB). Voorzitter was Carl Legien.

## Bekende (ex-)leden
- Gustav Bauer
- Karl Giebel
- Karl Kloß
- Carl Legien
- Wilhelm Pfannkuch
- Franz Rehbein
- Gustav Sabath
- Johann Sassenbach
- Robert Schmidt
- Paula Thiede

## Historisch document
- Digitaal archief Correspondenzblatt der Generalkommission der Gewerkschaften Deutschlands (1891 - 1919); Friedrich Ebert Stiftung